# بیر نبالا
بیر نبالا (عربی: بير نبالا) محلهٔ مسکونی در فلسطین است. جمعیت آن طبق سرشماری سال ۲۰۰۶ به ۱۰٬۴۱۱ تن رسید.